# Oregoni Állami Egyetem
Az Oregoni Állami Egyetem (angolul: Oregon State University, OSU) állami fenntartású kutatóegyetem az Amerikai Egyesült Államok Oregon államának Corvallis városában. A több mint kétszáz szakot indító intézmény 2023-ban az ország hetedik legnagyobb mérnöki iskolája volt; 32 ezer hallgatója mellett ötezren projektmunkán vesznek részt, a hallgatók egynegyede külföldi. Carnegie-osztályozás szerinti besorolása R1: Doktori egyetem magas fokú kutatói tevékenységgel.
1971-ben a National Sea Grant College Program négy első kedvezményezettjének egyike volt, emellett az ország három intézményének egyike, amelyik az űrkutatási és bioenergiai támogatásokból is részesült. A 2022-es pénzügyi évben az állam egyik legtöbb támogatást kapó intézményeként 449,9 millió dollárral támogatták. A Fulbright-programban kutatók egyik előnyben részesített intézménye.

## Története

### 1800-as évek
A Corvallis Academy általános iskola és előkészítő igazgatója és első tanára John Wesley Johnson, Oregon felsőoktatásának jelentős alakja volt. Az akadémia egy évtizeden belül a régió elsőként alapított egyeteme lett. Az 1800-as években nyolc, az 1900-as években pedig további három névváltoztatáson ment keresztül, ami a mezőgazdasági kurzusokat indító intézményeknél akkoriban gyakori volt.

### Korábbi nevek
A szabadkőművesek jelentős szerepet játszottak az intézmény korai történetében, több épületet is róluk neveztek el. Az első egyetemi kurzus a metodisták felügyeletével William A. Finley regnálása alatt 1865-ben indult.
A Corvallisi Főiskola alapító okirata 1868. augusztus 22-én keletkezett, október 27-én „Oregon mezőgazdasági főiskolájaként” a térség első állami fenntartású főiskolája lett. A Morrill-törvényeknek való megfelelőséget követően BA, BSc és MA diplomákat bocsáthattak ki; az első hallgatók 1870-ben végeztek. 1872-ben neve Corvallisi Állami Mezőgazdasági Főiskolára változott, 1900-tól több szakon projektmunkát kellett végezni.

### 1900-as évek
1914-ben az oregoni felsőoktatási bizottság a redundancia felszámolása érdekében a mérnöki szakokat az Oregoni Mezőgazdasági Főiskolára (OAC), a bölcsészettudományiakat pedig az Oregoni Egyetemre helyezte. 1927-ben az OAC felvette az Oregoni Állami Mezőgazdasági Főiskola nevet.
Az 1929-es egységesítési törvény kibővítette a felsőoktatási bizottság jogköreit. 1935-ben négyen szereztek PhD-fokozatot, emellett elindultak a nyári kurzusok is. 1937-ben az intézményt Oregoni Állami Főiskolára nevezték át.
1961. március 6-án felvette mai nevét.

## Campusok

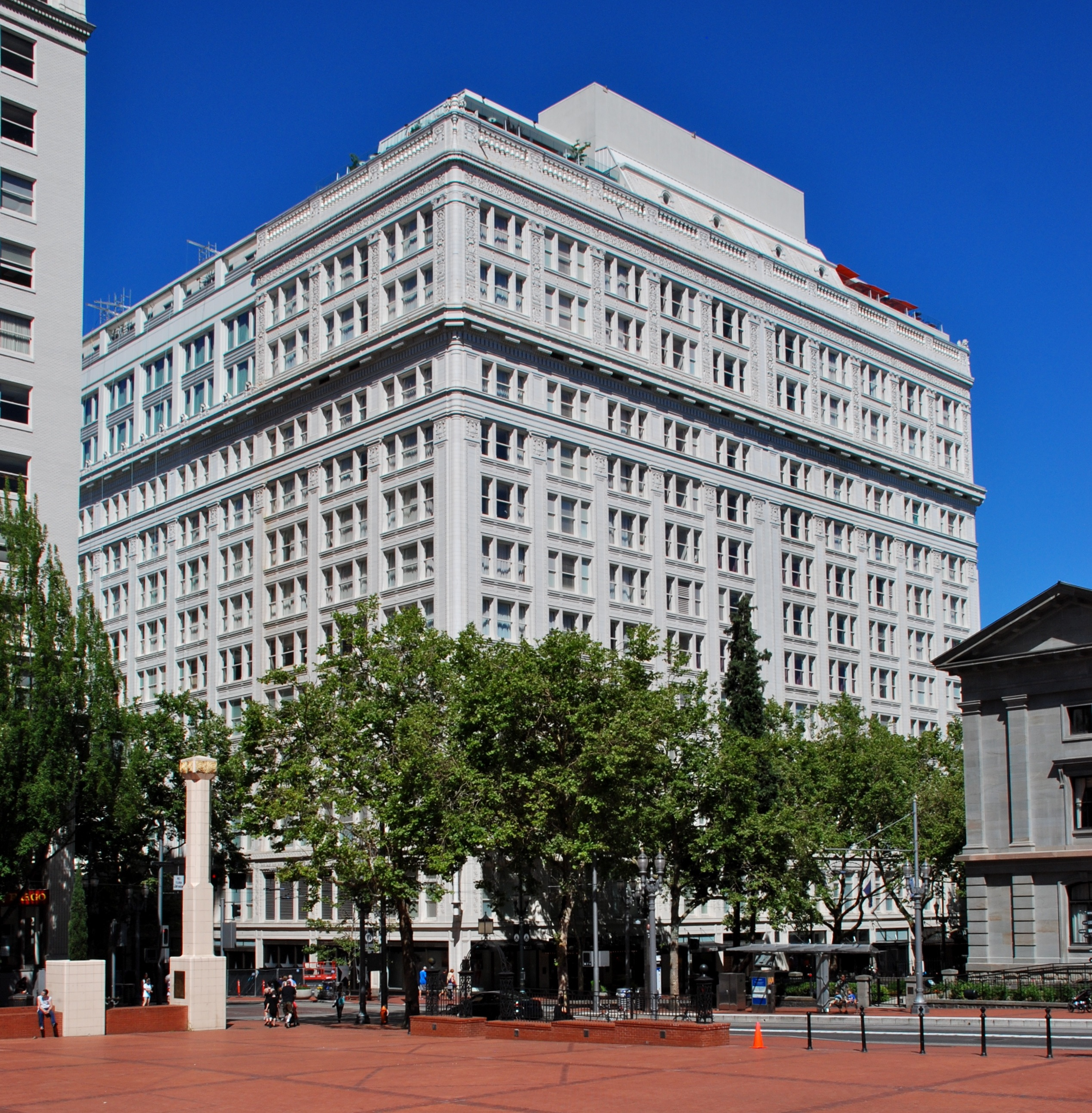
A portlandi campus 2014-ben

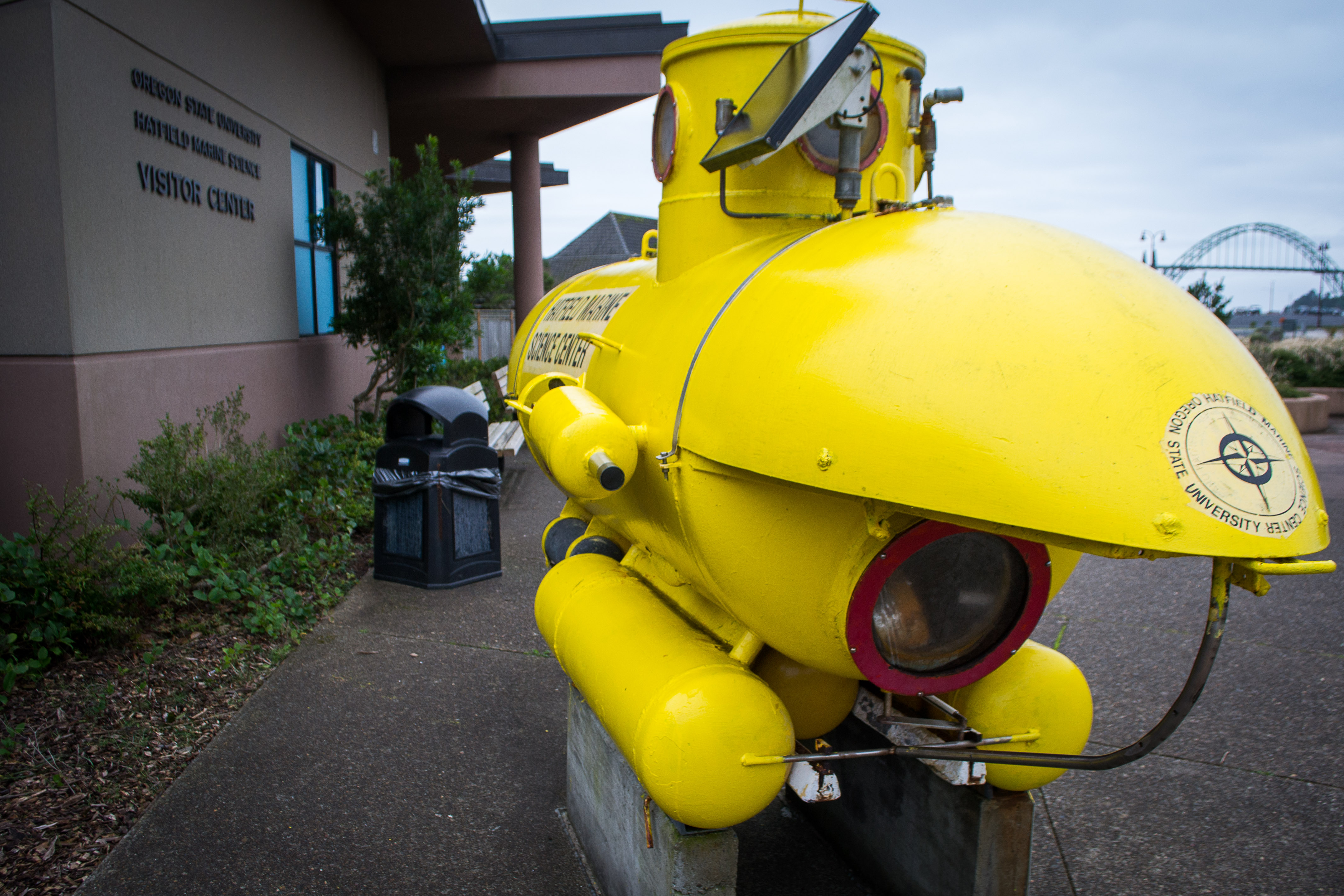
Kiállított távirányítású tengeralattjáró Newportban

### Corvallis
A Corvallis központjában fekvő 170 hektáros campus nemzetközileg elismert arborétum is egyben. Az 1906-ban John Charles Olmsted tervei alapján kialakított területet az államban egyedülállóan 2008-ban történelmi körzetté nyilvánították. A Lee Arden Thomas által tervezett diákszövetségi épületet az „oregoni neoklasszicista építészet egyik legkiválóbb példájának” nevezték.

### OSU-Cascades (Bend)
2016-ban Cascades néven Bendben négyhektáros campus nyílt, ami 2023-ra 12 hektárra nőtt, de az egyetem további 24 hektár beépíthető területtel rendelkezik. 1400 hallgatója van, ezt ötezerre növelnék.

### Ecampus (online)
A nyolcvan szakon 1500 tárgyat oktató online képzést a U.S. News & World Report 2024-ben az ország negyedik legjobbjának nevezte (2015 óta minden éven a tíz legjobb között van), a bölcsészettudományi online képzést pedig a College Choice 2021-ben az USA legjobbjának választotta.

### Portland
2017-ben a portlandi campus a Meier & Frank épületbe költözött, ahol irodák, tantermek és tárgyalók találhatók. A földszinten a testnevelés tanszék, az alumniszövetség, valamint az OSU Alapítvány irodái, az emeleten tantermek vannak.
Itt működik a magánszektor kereskedelmi fejlesztésekbe bevonását célzó OSU Advantage program.

### Newport
Hatfield Tengertudományi Központ néven Newportban működik az ország egyik legelismertebb tengerészeti kutatólaboratóriuma, ami a felsőoktatás mellett a nyilvánosság számára is szervez képzéseket, valamint mezőgazdasági és óceántani kutatásokat is végez.
2023-ban 3160 négyzetméteres kollégium megnyitásáról döntöttek. A 16,5 millió dolláros beruházás keretében kétágyas szobák mellett hetven apartman épül.

## Szervezeti felépítés

### Főiskolák és intézetek
Az oktatás 4×11 hetes blokkokban zajlik. A tizenegy főiskola további intézetekre vannak osztva.
- Bölcsészettudományi Főiskola
- Carlson Állatorvosi Főiskola
- Erdészeti Főiskola
- Föld-, Óceán- és Légkörtudományi Főiskola
- Gyógyszerészeti Főiskola
- Közegészségügyi és Humántudományi Főiskola
- Mezőgazdasági Főiskola
- Mérnöki Főiskola
- Tanárképző Főiskola
- Tehetséggondozó Főiskola
- Tudományos Főiskola

### Kiterjesztett oktatás
A mezőgazdasági oktatási program 1941. július 24-én jött létre Ivory W. Lyles oktatási igazgatóhelyettes vezetésével. Az államban több mezőgazdasági kísérleti állomás, gyakorlati hely, valamint 4-H képzőhely található.

### Finanszírozás
Az intézmény vezetősége és az Oregoni Állami Egyetem Alapítvány 2007. október 26-án elindította az egyetem első, 625 millió dolláros adománygyűjtését. Az összeget 2010 októberében, több mint egy évvel a kitűzött dátum előtt elérték, így a célt 850 millió dollárra (2012 márciusában egymilliárd dollárra) emelték. A 2014. január 31-ei évértékelőn Edward J. Ray rektor bejelentette, hogy az OSU lett a régió két intézményének egyike, ami elérte az egymilliárdos célt. A 2014. december 31-én lezárult kampányban 106 ezer adományozótól összesen több mint 1,1 milliárd dollárt kaptak.
Az OSU alapítványa a magánadományok kezeléséért felelős nonprofit szervezet, melyet önkéntes igazgatóság vezet. Tárgyi eszközeinek értéke meghaladja az egymilliárd dollárt, emellett kezeli az egyetem 827 millió dolláros tőkéjét.
2017 és 2022 között egymilliárd dollárt adományoztak az egyetemnek. A 2022 októberében indult Believe It: The Campaign for OSU során 1,75 milliárdot kívánnak gyűjteni.

### Nemzetközi kapcsolatok
Az egyetemnek Ausztráliában, Bulgáriában, Indiában és Új-Zélandon is vannak testvérintézményei.

## Oktatás
Az államban az OSU indítja a legtöbb szakot.

### Felvételi statisztikák
A U.S. News & World Report az intézmény felvételi rendszerét szelektívnek minősítette. 2023-ban 37 ezren iratkoztak be, ezzel Oregon legnagyobb egyeteme. 2015 őszén a 14 058 jelentkező 78,4%-át (11 016 fő) vették fel és 3593-an iratkoztak be. 2022 őszén 7146 új hallgatója volt.
|                                  | 2011        | 2012        | 2013          | 2014          | 2015          | 2016          |
| -------------------------------- | ----------- | ----------- | ------------- | ------------- | ------------- | ------------- |
| Jelentkezők                      | 12 197      | 12 330      | 14 239        | 14 115        | 14 058        | 14 595        |
| Felvettek (%)                    | 9471 (77,7) | 9720 (78,8) | 11 303 (79,4) | 10 975 (77,8) | 11 016 (78,4) | 11 308 (77,5) |
| Beiratkozottak                   | 3506        | 3333        | 3970          | 3718          | 3593          | 3814          |
| Medián tanulmányi átlag (max. 4) | 3,56        | 3,56        | 3,56          | 3,59          | 3,58          | 3,67          |
| SAT-pontszám (max. 2400)         | –           | 1430–1810   | 1430–1810     | 1440–1820     | 1440–1830     | 1460–1830     |
| ACT-pontszám (max. 36)           | 21–27       | 21–27       | 21–27         | 21–28         | 21–28         | 22–28         |

### Kutatás

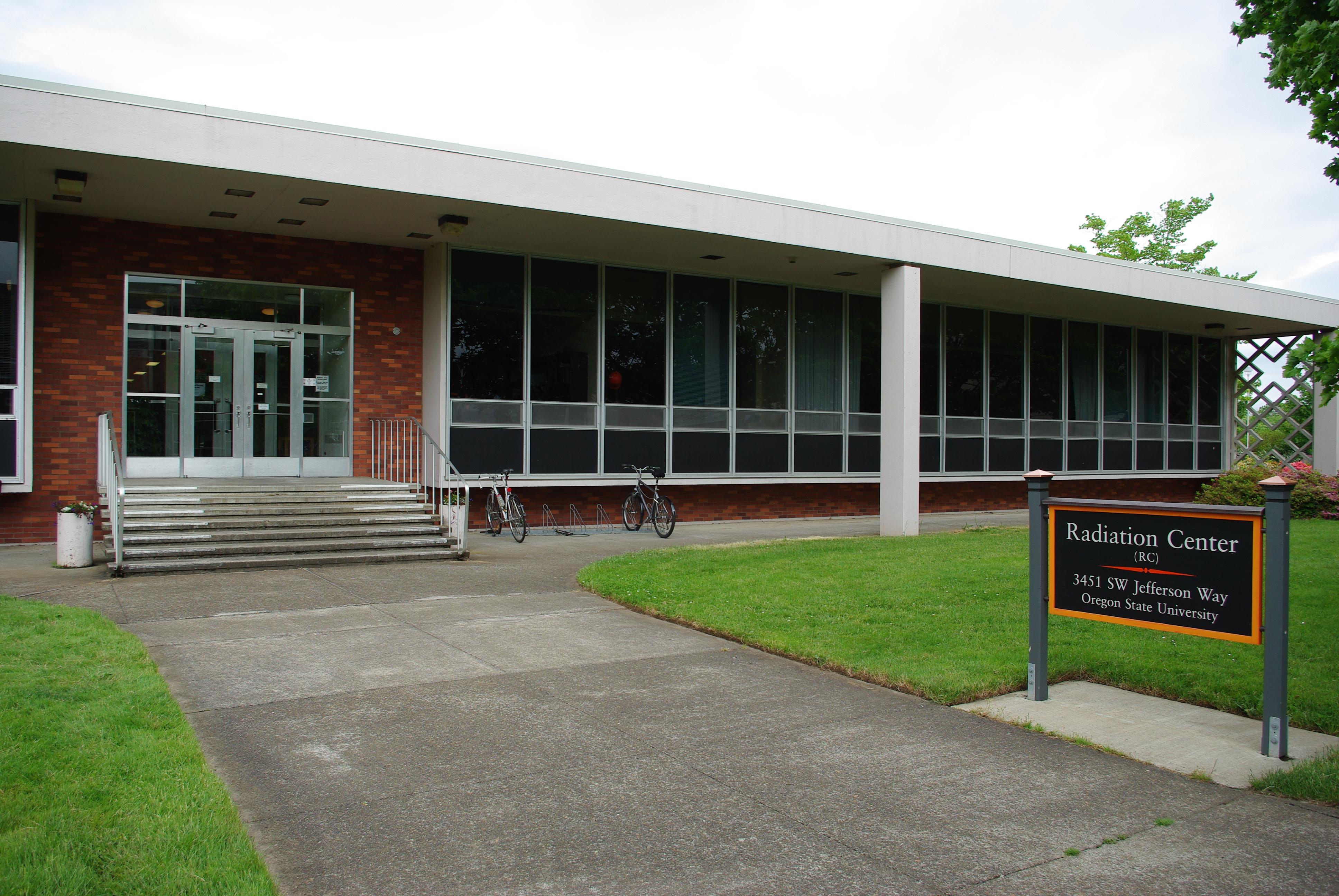
Radiológiai központ

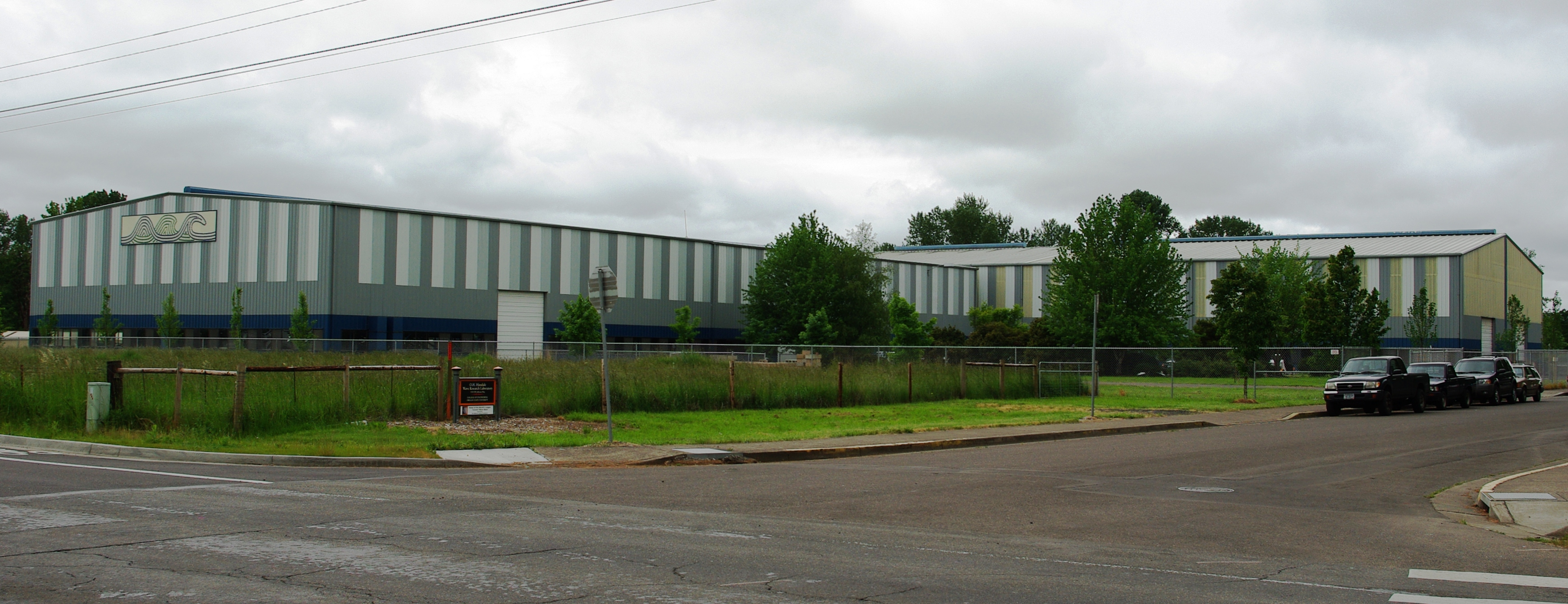
Óceántani laboratórium

Az OSU történetében mindig központi szerepet töltött be a kutatás; a kutatói tevékenység továbbra is főleg a corvallisi campuson zajlik, de Portlandben és Astoriában is működnek étellaboratóriumok. A 2005-ös Carnegie-osztályozás szerint az OSU-n „átfogó orvosi/állatorvosi doktori képzés” zajlik, emellett 2006-ban a „nagyon magas fokú kutatói tevékenység” kategóriába sorolta. Az intézmény volt az 1991-ben indult szövetségi űrtámogatási program egyik első kedvezményezettje.
A Föld-, Óceán- és Légkörkutató Főiskola működteti a Hatfield kutatóközpontot, emellett Newportban több kutatóhajót, az ország hat pontján pedig távirányítós tengeralattjárókat is állomásoztat. Vezető szerepet töltenek be az USA legnagyobb óceánkutató programjában, valamint a National Science Foundation hajóinak tervezésében és építésében; az első, Taani nevű jármű 2023 májusában készült el.
Az OSU-nak 4550 hektárnyi erdősége van.
1967-ben a campus határán alapított radiológiai központban 1,1 megawattos TRIGA Mark II besorolású kutatóreaktort adtak át, ami alacsony dúsítású uránnal üzemel. A U.S. News & World Report 2008-ban a nukleáris mesterképzést a nyolcadik helyre sorolta. A 2000-es években a reaktor munkatársai kifejlesztették az épületüzemeltetésben használható kis moduláris erőművet, emellett a részben az OSU munkatársai által alapított NuScale Power partnere lettek.
2001-ben a hullámfigyelő intézetet a National Science Foundation cunamikutató helyszínné nyilvánította. Newport közelében két helyszínen a vízenergiai létesítmények tesztje zajlik. A déli, négy kikötőnyi teszthelyszín a nyílt óceánon, az északi, egyszerűsített engedéllyel telephelyet nyújtó a parthoz közelebb fekszik.
A Nemzeti Környezet-egészségügyi Intézet központjai 1969, illetve 2008 óta működnek. Az H. J. Andrews Kísérleti Erdő az UNESCO tájvédelmi körzetei közé tartozik.
A 2003-ban alapított, a Facebook, Google és IBM által finanszírozott Open Source Lab célja a szoftverfejlesztést tanulók bevonásával a nyílt forráskódú megoldások terjesztése; többek között a Linux Alapítvány megbízásait is teljesítik.

### Kadétképző
Az OSU-n a haderő mind a négy haderőnemének működik kadétképzője. A Ulysses G. McAlexander vezérőrnagyról elnevezett McAlexander kaszárnyában 1873 óta működő zászlóaljban a második világháborúban minden nem katonai intézménynél több tisztet képeztek.
A második világháborút követően alapított tengerészeti tanszéken a haditengerészet és a tengerészgyalogság képzése is zajlik; az ország egyik legnagyobbjaként az „északnyugat tengerészeti akadémiájának” becézik. 1949. július 1-jén a légierő a repüléstudományi tanszék megalapításával önálló képzőhelyet kapott, és több mint ezer tisztet képeztek. 1977-ben itt végzett a légierő első kettő női pilótája.

### Könyvtárak

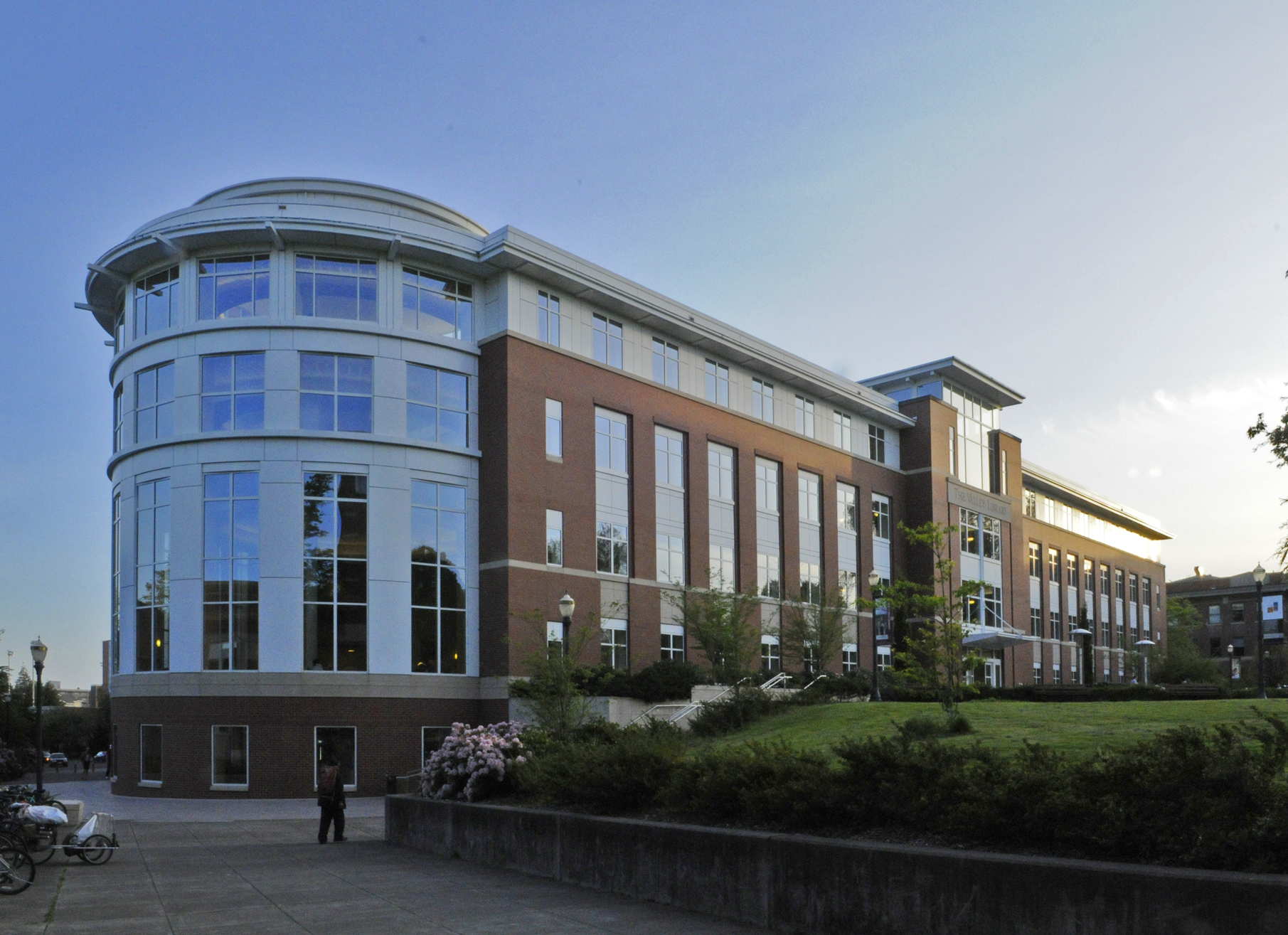
The Valley Library

1999-ben a Library Journal által az év könyvtárának választott The Valley Libraryt 40 millió dollárból felújították.

### Rangsorok
2023-ban az intézményt a kimeneteli adatokból dolgozó Center for World University Rankings a világ 20 531 intézménye közül a legjobb 1,4 százalék közé sorolta. 2021-ben a U.S. News & World Report az ország 51. leginnovatívabb egyetemévé választotta, az Academic Ranking of World Universities pedig az óceántani képzést az ötödik legjobbnak nevezte.
A QS World University Rankings 2021-es rangsora szerint az erdészeti és mezőgazdasági képzés országosan a 11., míg világszinten a 26. legjobb. Az ECONorthwest 2012-es elemzése szerint az intézmény gazdasági lábnyoma 2,06 milliárd dolláros (ebből 1,93 milliárd Oregonban).
| Rangsorok                | Rangsorok |
| Országos                 | Országos  |
| ------------------------ | --------- |
| Forbes                   | 136       |
| U.S. News & World Report | 142       |
| Washington Monthly       | 137       |
| WSJ/College Pulse        | 167       |
| Nemzetközi               |           |
| QS                       | 499       |
| Times                    | 401–500   |
| U.S. News & World Report | 277       |

| Képzések (országos) | Képzések (országos) |
| ------------------- | ------------------- |
| Állatorvosi         | 24                  |
| Biológia            | 90                  |
| Fizika              | 83                  |
| Földtudomány        | 31                  |
| Gazdasági           | 90                  |
| Gyógyszerészet      | 31                  |
| Informatika         | 68                  |
| Kémia               | 81                  |
| Közegészségügy      | 54                  |
| Közkapcsolatok      | 101                 |
| Matematika          | 74                  |
| Mérnöki             | 74                  |
| Pszichológia        | 148                 |
| Statisztika         | 74                  |
| Tanárképző          | 123                 |
| Üzleti              | 99–131              |

| Képzések (nemzetközi)             | Képzések (nemzetközi) |
| --------------------------------- | --------------------- |
| Anyagtudomány                     | 380                   |
| Biológia/biokémia                 | 52                    |
| Fizika                            | 684                   |
| Földtudományok                    | 40                    |
| Kémia                             | 488                   |
| Klinikai orvoslás                 | 560                   |
| Környezettudomány/ökológia        | 41                    |
| Mikrobiológia                     | 139                   |
| Mezőgazdaság                      | 52                    |
| Mérnöki                           | 412                   |
| Molekuláris biológia/genetika     | 393                   |
| Növény- és állattudomány          | 25                    |
| Társadalomtudomány/közegészségügy | 201                   |

## Hallgatói élet
| Etnikai megoszlás | Etnikai megoszlás | Etnikai megoszlás | Etnikai megoszlás | Etnikai megoszlás |
| ----------------- | ----------------- | ----------------- | ----------------- | ----------------- |
| Etnikum           |                   |                   |                   | Arány             |
| Fehér             | Fehér             |                   | 62%               | 62%               |
| Latino            | Latino            |                   | 12%               | 12%               |
| Egyéb             | Egyéb             |                   | 10%               | 10%               |
| Ázsiai            | Ázsiai            |                   | 8%                | 8%                |
| Bevándorló        | Bevándorló        |                   | 6%                | 6%                |
| Fekete            | Fekete            |                   | 2%                | 2%                |
| Őslakos           | Őslakos           |                   | 1%                | 1%                |
|                   |                   |                   |                   |                   |

| Gazdasági háttér   | Gazdasági háttér   | Gazdasági háttér | Gazdasági háttér | Gazdasági háttér |
| ------------------ | ------------------ | ---------------- | ---------------- | ---------------- |
| Bevétel            |                    |                  |                  | Arány            |
| Alacsony jövedelmű | Alacsony jövedelmű |                  | 23%              | 23%              |
| Jómódú             | Jómódú             |                  | 77%              | 77%              |
|                    |                    |                  |                  |                  |

Az egyetemnek több mint négyszáz hallgatói csoportja van. 1930 és 1968 között itt működött a Phrateres filantróp lányszövetség Gamma csoportja. Az OSU-nak tizenhat kollégiuma van; a gólyáknak kötelező beköltözni, de a felsőbb évesek általában a campuson kívül élnek.
A The LaSells Stewart Center Austin Auditóriumában rendszeresen fellép a város és az egyetem közös szimfonikus zenekara. A PRAx kulturális központban koncertterem, színház és galéria is van.
Az Orange Media Network adja ki a The Daily Barometer újságot, a Prism Art and Literary Journal irodalmi lapot, a Beaver’s Digest életmódmagazint, a DAMchic divatlapot, valamint működteti a KBVR tévét és rádiót.

### Hallgatói önkormányzat
Az intézmény hallgatóit az Associated Students of Oregon State University képviseli.

### Sokszínűség
1993-ban problémás volt a kisebbségekhez tartozó oktatók felvétele és megtartása: a 2284 fős személyzetből 150 fő volt afroamerikai, amerikai őslakos, ázsiai vagy spanyol ajkú; emiatt az egyetem rektora és rektorhelyettese diverzitási kampányt indítottak.
Az intézménynek számos kisebbségi kulturális központja van. 2022-ben a hallgatók 30%-a volt színes bőrű.

## Sport

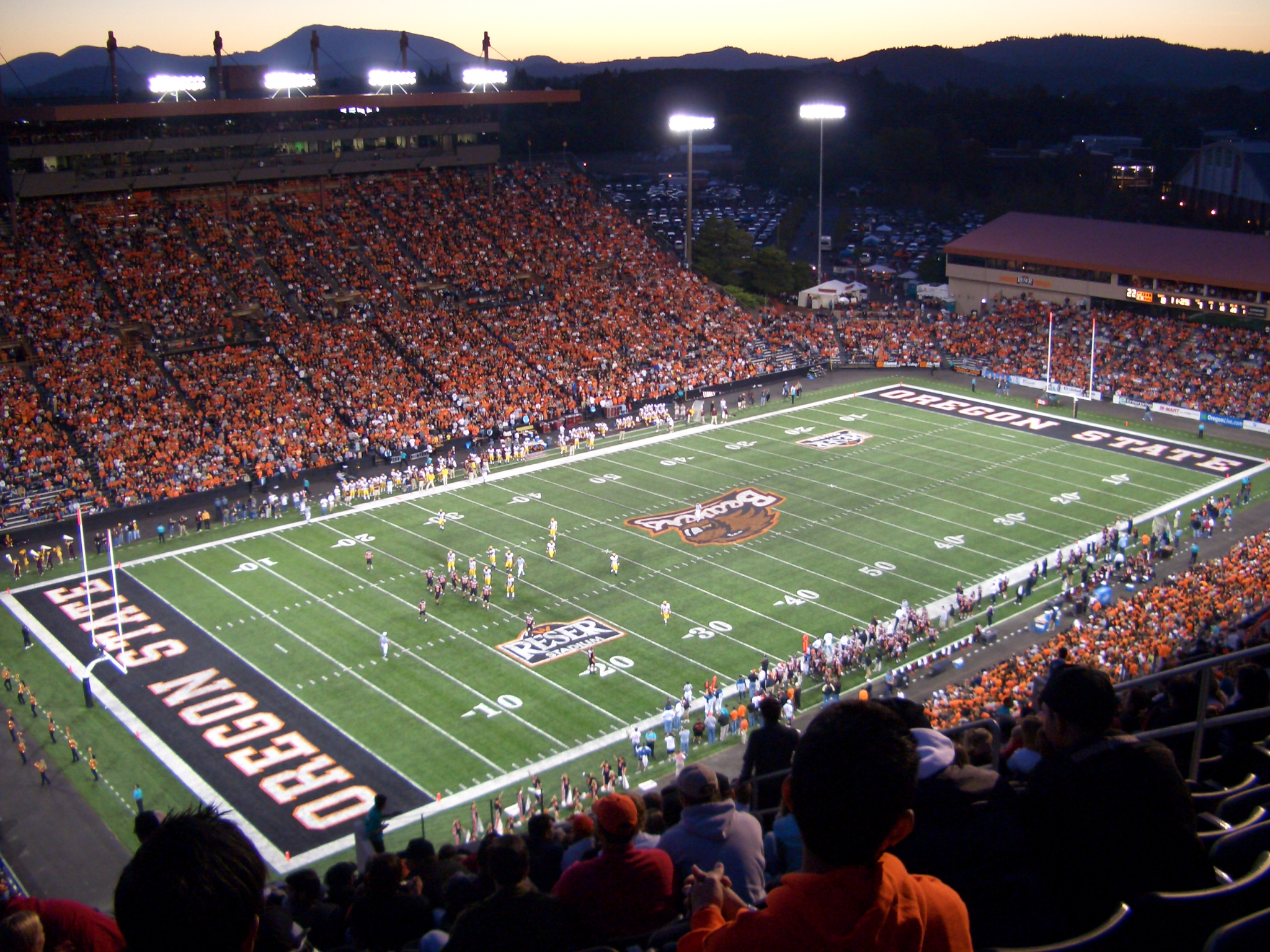
A Reser Stadion 2005-ben

2008-ban a Stack magazin az Oregon State Beaverst „Elite 50” listáján a 29. helyre sorolta.
1893-ban a sportegyesület kabalája „Jimmy, a sakál” lett, majd 1910-ben a kanadai hódra (Benny the Beaver) cserélték. 1915-ben a Pacific Coast Conference négy alapító tagjának egyike voltak. Az amerikaifutball-csapat hazai mérkőzéseit a Reser Stadionban játssza, a hódkabala mérkőzéseiken először 1952-ben tűnt fel. Az akkor Parker Stadionnak nevezett létesítményt 1954-ben adták át, majd 2006–2007-ben a Reser Stadiont adományokból átépítették. 1962-ben Terry Baker elnyerte a Heisman-trófeát. Az amerikaifutball-csapat riválisa az Oregon Ducks.
A Trysting Tree golfpálya nevét egy találkozóhelyként szolgáló fáról kapta. A birkózó- és kosárlabdacsapatok otthona a Gill Coliseum, a baseballcsapaté pedig a Goss Stadium at Coleman Field.
Az egyesület az NCAA négy bajnokságán vett részt: 2006-ban, 2007-ben és 2018-ban a baseballcsapat, 1961-ben pedig a férfi terepfutók lettek bajnokok. 1975-ben a férfi evezősök megnyerték az Intercollegiate Rowing Association országos bajnokságát. A raketballcsapat tíz egyetemi bajnokságot nyert.

## Nevezetes személyek

### Oktatók
- Bernard Malamud, író[117]
- Bernadine Strik, kertész[118]
- Corinne Manogue, fizikus[119]
- Craig Robinson, kosárlabdaedző[120]
- Dana Reason, zongorista[121]
- Ernest H. Wiegand, a Maraschino-cseresznye kifejlesztője[122]
- George Poinar Jr., entomológus[123]
- James Cassidy, zenész[124]
- Pat Casey, kosárlabdaedző[125]
- Ralph Miller, kosárlabdaedző[126]
- Slats Gill, kosárlabdaedző[127]
- Tevian Dray, matematikus[128]
- William Appleman Williams, történész[129]

### Hallgatók
Az intézmény kétszázezer öregdiákja között van Linus Pauling békeaktivista és vegyész, aki a világon egyedüliként két önálló Nobel-díjat (béke és kémia) is kapott. A nevezetes személyek között van még Jensen Huang, az Nvidia alapítója, továbbá több mint 130 NFL-, 20 NBA- és 15 MLB-játékos.

## Fordítás
- Ez a szócikk részben vagy egészben  az   Oregon State University című angol Wikipédia-szócikk ezen változatának fordításán alapul.  Az eredeti cikk szerkesztőit annak laptörténete sorolja fel. Ez a jelzés csupán a megfogalmazás eredetét és a szerzői jogokat jelzi, nem szolgál a cikkben szereplő információk forrásmegjelöléseként.